# Courtavon
 Courtavon  là một xã thuộc tỉnh Haut-Rhin trong vùng Grand Est, đồng bắc Pháp. Xã này có diện tích 9,6 km², dân số năm 1999 là 367 người. Khu vực này có độ cao trung bình 450 mét trên mực nước biển.